# Евтушок, Александр Васильевич
Алекса́ндр Васильевич Евтушо́к (укр. Олександр Васильович Євтушок; 11 января 1970, Джанкой, Крымская область, УССР, СССР) — украинский футболист, защитник, игрок сборной Украины по футболу. Первый в истории независимой Украины футболист, выступавший в Английской Премьер-лиге.

## Биография
Воспитанник крымской футбольной школы. На профессиональном уровне начал выступать в 1990 году в симферопольской «Таврии». В 1992 году перешел в «Нефтяник» из Ахтырки.
Летом 1993 года перешел во львовские «Карпаты». Дебютировал за клуб 8 августа 1993 года в матче против киевского «Динамо». В матче Кубка обладателей кубков против ирландского «Шелбурна» забил единственный мяч и принес «Карпатам» первую в истории еврокубковую победу. Во время выступлений за «Карпаты» стал широко известен и получил приглашение в сборную Украины.
Летом 1995 года перешел в днепропетровский «Днепр», где выступал один сезон, в ходе которого получил бронзовые медали чемпионата Украины. Летом 1996 года вернулся в «Карпаты», при этом оставаясь игроком «Днепра».
Зимой 1997 года при содействии тренера «Днепра» Бернда Штанге перешел в английский «Ковентри Сити», подписав соглашение на 3,5 года и став первым гражданином Украины, выступающим за клуб Английской Премьер-лиги. Трансфер игрока стоил 800 тысяч фунтов стерлингов, при этом английский клуб до конца не рассчитался за трансфер. В марте сыграл три матча (против «Лестер Сити», «Манчестер Юнайтед» и «Ньюкасл Юнайтед»). По их результатам получил хорошие оценки прессы, а также привлек внимание украинской диаспоры. После этих трех матчей у Александра возникли проблемы со спиной, поскольку он не выдерживал нагрузок и режима тренировок клуба. В конце года состояние здоровья игрока ухудшилось, из-за чего английский клуб решил разорвать с ним контракт. Несмотря на неудачные выступления, сам Евтушок в целом считает, что год, проведенный в Англии, был полезным для него.
Осенью того же года вернулся в Украину, где поддерживал форму в любительском клубе «Звезда» (Смела). Сыграл два матча в чемпионате Украины среди любителей, отметился одним забитым мячом.
Зимой 1998 года вернулся во львовские «Карпаты». Выступал в течение двух сезонов, выиграв с клубом бронзовые медали чемпионата Украины 1997/1998 и серебряные медали Кубка Украины 1999. Также выступал с клубом в еврокубках: в 1999 году в рамках Кубка УЕФА «Карпаты» играли со шведским «Хельсингборгом». Оба матча закончились со счетом 1-1, а в серии пенальти Евтушок не реализовал свой момент, что, вкупе с промахом Ивана Гецко, привело к победе в раунде «Хельсингборга».
Зимой 2000 года перешел в киевский ЦСКА. Александру не удалось полностью показать себя в команде: сказывались травмы, особенно боли в спине. С приходом в команду тренера Михаила Фоменко нагрузки на тренировках выросли, и ему уже не хотелось играть. В конце года Евтушок решил закончить карьеру футболиста.
После завершения карьеры продал квартиру в Львове и купил дом в селе Морском вблизи Судака в Крыму. Евтушок стал прихожанином церкви «Свидетели Иеговы» и занялся туристическим бизнесом. Александр уделяет много времени семье, вместе с женой воспитывает трех дочерей. Считает воспитание детей главным в жизни и поэтому не хочет работать футбольным тренером или агентом.
В Высшей лиге Украины провел 177 матчей, забил 13 голов.
За сборную Украины сыграл 8 игр. Дебютировал 7 сентября 1994 года в первом матче отборочного турнира чемпионата Европы 1996 года со сборной Литвы. Украинцы уступили в Киеве со счётом 0:2.

## Достижения

### Командные
«Днепр»
- Бронзовый призёр чемпионата Украины: 1995/96

«Карпаты»
- Бронзовый призёр чемпионата Украины: 1997/98
- Финалист кубка Украины: 1999

### Личные
- Третье место в списке «33 лучших футболистов Украины»: 1997/98
- Мастер спорта Украины